# Lock Island
Lock Island är en ö i Kanada.   Den ligger i territoriet Nunavut, i den norra delen av landet, 3 300 km nordväst om huvudstaden Ottawa. Arean är 7,2 kvadratkilometer.
Terrängen på Lock Island är lite kuperad. Öns högsta punkt är 217 meter över havet. Den sträcker sig 2,8 kilometer i nord-sydlig riktning, och 3,3 kilometer i öst-västlig riktning.